# Marcin Cabaj
Marcin Grzegorz Cabaj (ur. 23 maja 1980 w Krakowie) – polski piłkarz występujący na pozycji bramkarza, związany głównie z Cracovią, trener.

## Kariera piłkarska
Cabaj jest wychowankiem Wandy Nowa Huta. Następnie występował w MKS Krakus, Górniku Łęczna, KSZO Ostrowiec Świętokrzyskim, Hutniku Kraków i Podbeskidziu Bielsko Biała. Wiosną 2003 podpisał kontrakt z Cracovią i razem z tą drużyną przeszedł drogę od trzeciej ligi do ekstraklasy. Od sezonu 2004/05 był jej podstawowym bramkarzem.
Zadebiutował w I lidze 10 września 2004, kiedy wystąpił w spotkaniu z Górnikiem Zabrze. W klubie występował do zakończenia rundy jesiennej sezonu 2010/11, po czym po negocjacjach z klubem zdecydowano o rozstaniu. W barwach Cracovii rozegrał łącznie 162 mecze w ekstraklasie.
22 maja 2011 podpisał trzyletni kontrakt z izraelskim klubem Hapoel Beer Szewa. W debiutanckim meczu z Hapoel Ironi Riszon le-Cijjon obronił rzut karny. Na początku grudnia 2011 w trybie natychmiastowym rozwiązał umowę z klubem. Decyzja była spowodowana obawą o utratę życia w zamachu, jako że miasto Beer Szewa, znajdujące się niedaleko Strefy Gazy, było wówczas obiektem ataków palestyńskich organizacji terrorystycznych. Łącznie w drużynie Hapoela rozegrał siedem spotkań, tracąc w nich szesnaście bramek.
W latach 2012–2014 był zawodnikiem Sandecji Nowy Sącz, do której trafił z Polonii Bytom.

## Kariera trenerska
Od 2014 do 2015 był grającym trenerem bramkarzy Siarki Tarnobrzeg. W 2015 objął funkcję trenera bramkarzy Widzewa Łódź.